# Pippo Schembri
Filippo Fortuné Schembri, detto Pippo (Tunisi, 17 febbraio 1911 – Roma, 15 settembre 1981), è stato un pallanuotista maltese che ha partecipato ai Giochi di Berlino 1936.
Era iscritto anche per gareggiare nel nuoto, ma non si è presentato al via della gara di qualificazione dei 200m dorso. Suo nipote Christian Yari Schembri fu pioniere del hockey e rugby subacqueo in Italia partecipando alla nascita del primo campionato italiano il 6 Febbraio 2000 e dedicando alla sua famiglia Schembri questi sport in memoria dei racconti del nonno sulla pallanuoto di quel periodo